# S5 (banda)
S5 es una banda de género pop de la India formada en 2004. Integrada por Benny Dayal, Anaitha Nair, Suvi Suresh, Bhargavi Pillai y Arjun Sasi. Ellos fueron ganadores del primer concurso denominado "SS Music".
Su único álbum titula "Isai", contiene 8 canciones en lengua tamil compuestas por Praveen Mani, que fue lanzado en marzo de 2005. Más adelante han compuesto temas musicales para películas en Malayalam. También interpretaron una canción titulada "Vaa Endru koopidum", junto al compositor Yuvan Shankar Raja para una película titulada "Vyuham", aunque nunca fue lanzada.
Después de un año el contrato, la banda llegó a su fin y se disolvió.  A partir de entonces, los cinco integrantes decidieron iniciar sus propias carreras. Benny Dayal, se ha convertido en un famoso cantante de playbck, Suvi Suresh ha interpretadio muchas canciones, siendo éxito en Tamil y Bhargavi Pillai en telugu, mientras Anaitha Nair, se ha convertido en una actriz para el cine de Bollywood.

## Discografía
- 2005: Isai
- 2005: By the people